# Слуцька Ірина Едуардівна
Ірина Едуардівна Слуцька (народ. 9 лютого 1979, Москва) — російська фігуристка, срібний призер Олімпійських ігор 2002 року, бронзовий призер Олімпійських ігор 2006 року, дворазова чемпіонка світу (2002, 2005), перша в історії одиночниця — семиразова чемпіонка Європи (1996, 1997, 2000, 2001, 2003, 2005, 2006), чотирьохразова переможниця фіналів серії Гран-прі (1999—2000, 2000—2001, 2001—2002, 2004—2005). Заслужений майстер спорту Росії.
На даний момент оглядач спортивних новин на Першому каналі, Голова президії Добровільного фізкультурного союзу, депутат Московської обласної думи від партії «Єдина Росія», Член Ради при Голові президії Ради Федерації з взаємодії з інститутами громадянського суспільства.

## Спортивна кар'єра
Почала займатися фігурним катанням з чотирьох років в спортивному клубі «Москвич», з 1985 року — під керівництвом тренера Жанни Громової.
Перший серйозний дебют був в Сеулі в грудні 1992 року на юніорському світовому чемпіонаті, де вона фінішувала в першій десятці і підтвердила подвійну квоту росіян на наступний чемпіонат.
У 1996 році перемогла на чемпіонаті Європи, виконавши абсолютно чисто обидві програми. В цьому ж році стала третьою на чемпіонаті світу. У 1997 році посіла четверте місце на чемпіонаті світу, де її довільна програма, з каскадом потрійний сальхов — потрійний ріттбергер, була оцінена трьома суддями як найкраща. У 1998 році Слуцька взяла участь в Олімпійських іграх в Нагано, зайнявши 5 місце. Сезон закінчила зі срібною медаллю чемпіонату світу. У січні 1999 року стала другою на зимовій Універсіаді.
У сезоні 1999—2000 років стала переможницею на чемпіонатах Росії і Європи, посіла перше місце у фіналі Гран-Прі (вперше в світі виконавши каскад потрійний лутц — потрійний ріттбергер, а також потрійний сальхов — потрійний ріттбергер, судді поставили за техніку оцінки включаючи вищу — 6,0) і друге на чемпіонаті світу.
У 2000 році закінчила Московську державну академію фізичної культури (МГАФК).
На Олімпійських іграх в Солт-Лейк-Сіті 2002 року посіла друге місце, програвши одним суддівським голосом американці Сарі Г'юз. Це супроводжувалося міжнародним скандалом, так як багато фахівців вважали, що Слуцька заслужила перша: зокрема, Федерація фігурного катання Росії вимагала для неї другу золоту медаль. Після відмови олімпійських чиновників уральський політик Антон Баків особисто вручив Слуцькій кустарну 700-грамову копію золотої медалі, яка, на відміну від справжньої, була повністю зроблена із золота.
Також 2002 року вперше стала чемпіонкою світу.
У 2003—2004 роках перенесла важку хворобу — запалення судин (васкуліт), проходила тривалий курс лікування.
У 2005 році, повернувшись в спорт, виграла чемпіонат світу в Москві. В інтерв'ю після перемоги вона сказала:

Мені ось задають питання: як ти після падіння в минулому році змогла так піднятися? Це абсолютно неправильно. Не можна так казати. Коли людина хвора — це не падіння, це біда. І ніхто, на жаль, від цього не застрахований. Я тільки хочу сказати тим, хто не вірить в своє одужання: вірте, боріться … Я піднялася, підніметеся і ви.

У 2006 році всьоме виграла чемпіонат Європи. На Олімпіаді в Турині отримала бронзову медаль.
У листопаді 2006 року оголосила про завершення своєї спортивної кар'єри.

## Сім'я
У серпні 1999 року Ірина вийшла заміж за Сергія Міхеєва. 15 листопада 2007 роки народила сина Артема, а 21 жовтня 2010 — дочку Варвару. Артем займається хокеєм, Варвара — фігурним катанням.

## Після спорту
- Була телеведучою проектів «Першого каналу»: «Зірки на льоду» і «Льодовиковий період» зі співведучими: фігуристом Євгеном Плющенко («Зірки на льоду») і з актором Маратом Башаровим («Льодовиковий період»). У 2008 році під другому сезоні «Льодовикового періоду» взяла участь вже в якості учасниці, склавши пару балетному хореографу Гедемінаса Таранди. У 2009 році в третьому сезоні повернулася до ролі ведучої шоу, на пару з Анастасією Заворотнюк.
- Знялася в одній з ролей в серіалі про фігурному катанні «Жаркий лід».
- Виступила головною фігуристкою в російській версії шоу «Вінкс на льоду».
- У 2009 році була включена в Міжнародний єврейський спортивний зал слави[13].
- Актриса комедійного музичного спектаклю «Вдала операція».
- 15 квітня 2011 року присвоєно статус Посла XXII зимових Олімпійських ігор в Сочі[14].
- З жовтня 2011 по 14 грудня 2016 року вела новини спорту на «Первом канале»[15].
- У 2012 році разом з Олексієм Ягудіним була ведучою "Льодовиковий період. Кубок професіоналів «на» Первом канале «[16].

У серпні 2015 року в підмосковному місті Литкаріно відкрилася школа фігурного катання імені Ірини Слуцької.
В 2016 р. учасник попереднього голосування «Єдиної Росії» для висунення кандидатом в депутати Московської обласної Думи по Пушкінському одномандатному округу № 17 Московської області від цієї партії.
З вересня 2016 роки Депутат Московської обласної Думи від партії «Єдина Росія».

## Державні нагороди
- Кавалер ордена Дружби (5 березня 2003 роки) —  за великий внесок у розвиток фізичної культури і спорту, високі спортивні досягнення на Іграх XIX Олімпіади 2002 року в Солт-Лейк-Сіті [19].
- Кавалер ордена Пошани (19 листопада 2007 року) —  за заслуги в розвитку фізичної культури і спорту та багаторічну і сумлінну працю [20].

## Спортивні досягнення
Ірина Слуцька є рекордсменкою Європи, вигравши чемпіонати Старого Світу сім разів (попередній рекорд — 6 перемог на європейських першостях, належав норвежці Соні Гені і німкені Катаріні Вітт). Слуцька — перша фігуристка, яка стрибнула каскад з трьох стрибків (3-3-2), і одна з чотирьох одиночок за всю історію фігурного катання, які отримали оцінку 6,0 за техніку.

### після 1998 року
| змагання                | 1998—1999 | 1999—2000 | 2000—2001 | 2001—2002 | 2002—2003 | 2003—2004 | 2004—2005 | 2005—2006 |
| ----------------------- | --------- | --------- | --------- | --------- | --------- | --------- | --------- | --------- |
| Зимові Олімпійські ігри |           |           |           | 2         |           |           |           | 3         |
| Чемпіонати світу        |           | 2         | 2         | 1         | WD        | 9         | 1         |           |
| Чемпіонати Європи       |           | 1         | 1         | 2         | 1         | WD        | 1         | 1         |
| Чемпіонати Росії        | 4         | 1         | 1         | 1         | 2         | WD        | 1         |           |
| Фінали Гран-прі         | 3         | 1         | 1         | 1         | 2         |           | 1         | 2         |
| Skate Canada            | 3         |           | 1         | 2         |           |           |           |           |
| Sparkassen Cup          |           | 3         |           |           |           |           |           |           |
| Cup of China            |           |           |           |           |           |           | 1         | 1         |
| Cup of Russia           | 3         | 1         | 1         | 1         | 3         |           | 1         | 1         |
| NHK Trophy              | 2         |           | 1         |           | 2         |           |           |           |
| Ігри доброї волі        |           |           | 1         |           |           |           |           |           |
| Зимові Універсіади      | 2         |           |           |           |           |           |           |           |

WD = знялася зі змагань

### до 1998 року
| змагання                       | 1992—1993 | 1993—1994 | 1994—1995 | 1995—1996 | 1996—1997 | 1997—1998 |
| ------------------------------ | --------- | --------- | --------- | --------- | --------- | --------- |
| Зимові Олімпійські ігри        |           |           |           |           |           | 5         |
| Чемпіонати світу               |           |           | 7         | 3         | 4         | 2         |
| Чемпіонати світу серед юніорів | 8         | 3         | 1         |           |           |           |
| Чемпіонати Європи              |           |           | 5         | 1         | 1         | 2         |
| Чемпіонати Росії               |           | 3         | 3         | 2         | 3         | 4         |
| Першості Росії серед юніорів   |           | 1         |           |           |           |           |
| Фінали чемпіонських серій      |           |           |           | 2         | 3         | 4         |
| Skate America                  |           |           | 3         | 3         |           |           |
| Skate Canada International     |           |           |           |           | 1         |           |
| Sparkassen Cup                 |           |           |           |           | 1         | 2         |
| Cup of Russia                  |           |           |           |           | 1         | 1         |
| Nebelhorn Trophy               |           | 1         | 1         |           |           |           |
| Ігри доброї волі               |           |           | 6         |           |           | 5         |
| Trophee Lalique                |           |           |           | 4         |           |           |
| Finlandia Trophy               |           |           |           |           |           | 1         |

## Документальне кіно
- «Гарячий лід Ірини Слуцької». Документальний фільм. Автор сценарію: Олексій Васильєв. Телекомпанія «Адамове яблуко», 2006. — 52 хв.

## Фільмографія
- 2007 — Троє і Сніжинка (епізод)
- Рік випуску 2008 — Жаркий лід — тренер Іванова

## Театр
- «Вдала операція», авт. К. Маньє. Режисер А. Бібілюров

## Пародії
- Була два рази спародована в телепередачі «Велика різниця» як співведуча шоу «Льодовиковий період» і учасниця шоу «Льодовиковий період-2». Пародії виконала артистка трупи Валентина Рубцова.

## Галерея

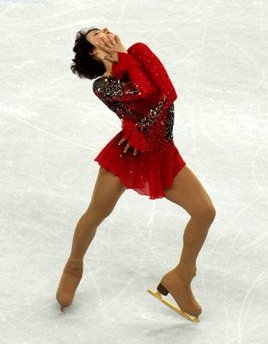
Ірина Слуцька на Чемпіонаті Європи з фігурного катання 2006
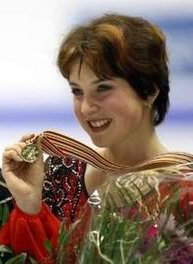
Ірина Слуцька на Чемпіонаті Європи з фігурного катання 2006
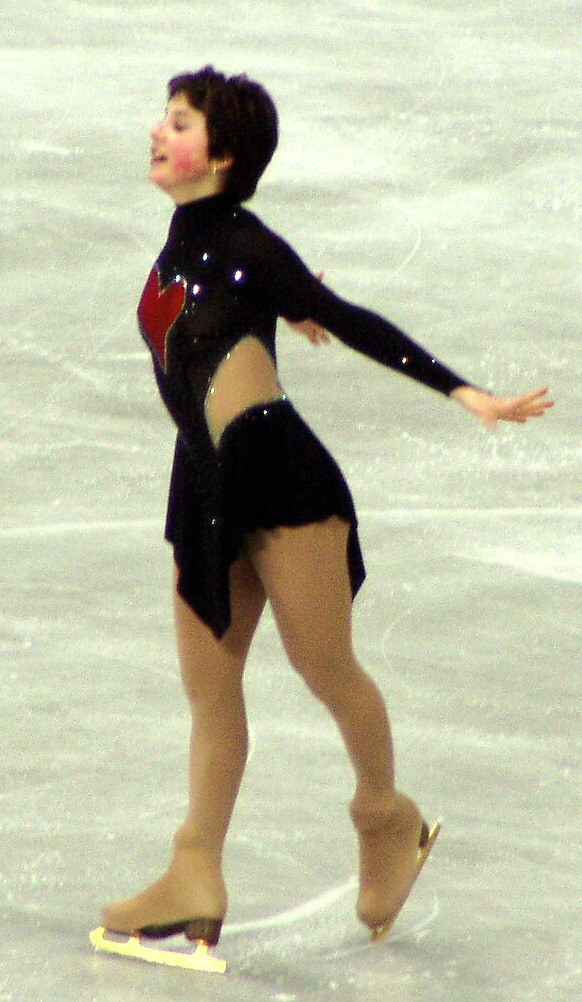
Ірина Слуцька  на Чемпіонаті світу 2004 року в Дортмунді
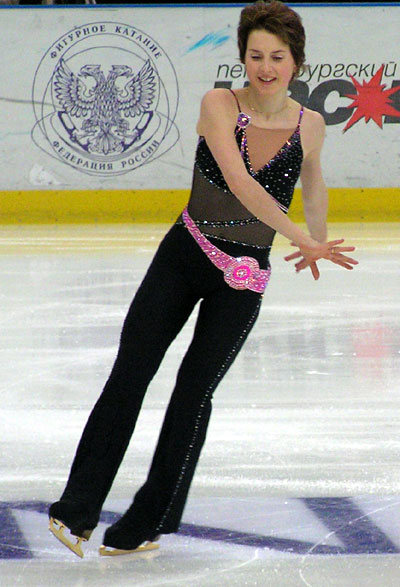
Ірина Слуцька на Чемпіонаті Росії з фігурного катання 2005 року